# Framegrabber
Der Framegrabber oder Videograbber (zu Deutsch etwa Bildfangschaltung oder Bildeinzugskarte) ist eine elektronische Schaltung, die zum Digitalisieren analoger Videosignale verwendet wurde. Da mittlerweile fast alle Videokameras die Digitalisierung der Signale intern erledigen und nur noch digitale Videosignale ausgeben, verlieren klassische Framegrabber in der Videotechnik zunehmend an Bedeutung.
Die Aufgabe des Framegrabbers besteht immer darin, sich an das Datenformat der Kamera anzupassen und das gelieferte Bildmaterial im Zielformat weiterzugeben oder zu speichern. Der Framegrabber besteht im Wesentlichen aus einem Analog-Digital-Wandler, dem eine Sample-and-Hold-Schaltung vorgeschaltet ist. Der Analog-Digital-Wandler ordnet einem bestimmten Spannungspegel am Signaleingang eine natürliche Zahl zu. So wird das Videosignal in eine Folge von Zahlen umgesetzt, die in einem Speicher (Random-Access Memory) abgelegt werden. Zusätzliche Schaltkreise bestimmen die Zeitpunkte der Synchronisation am Bildanfang und an den Zeilenanfängen und rekonstruieren das Taktsignal für die Digitalisierung. Mit dieser Information können digitale Bildsignale erstellt werden, wie sie z. B. auf einem Computerbildschirm angezeigt werden können. 
Adapter, um Kameras mit digitalem Bildausgang an die unterschiedlichsten Systeme anzuschließen, werden wegen ähnlicher Anwendung oft digitale Framegrabber genannt.

## Galerie

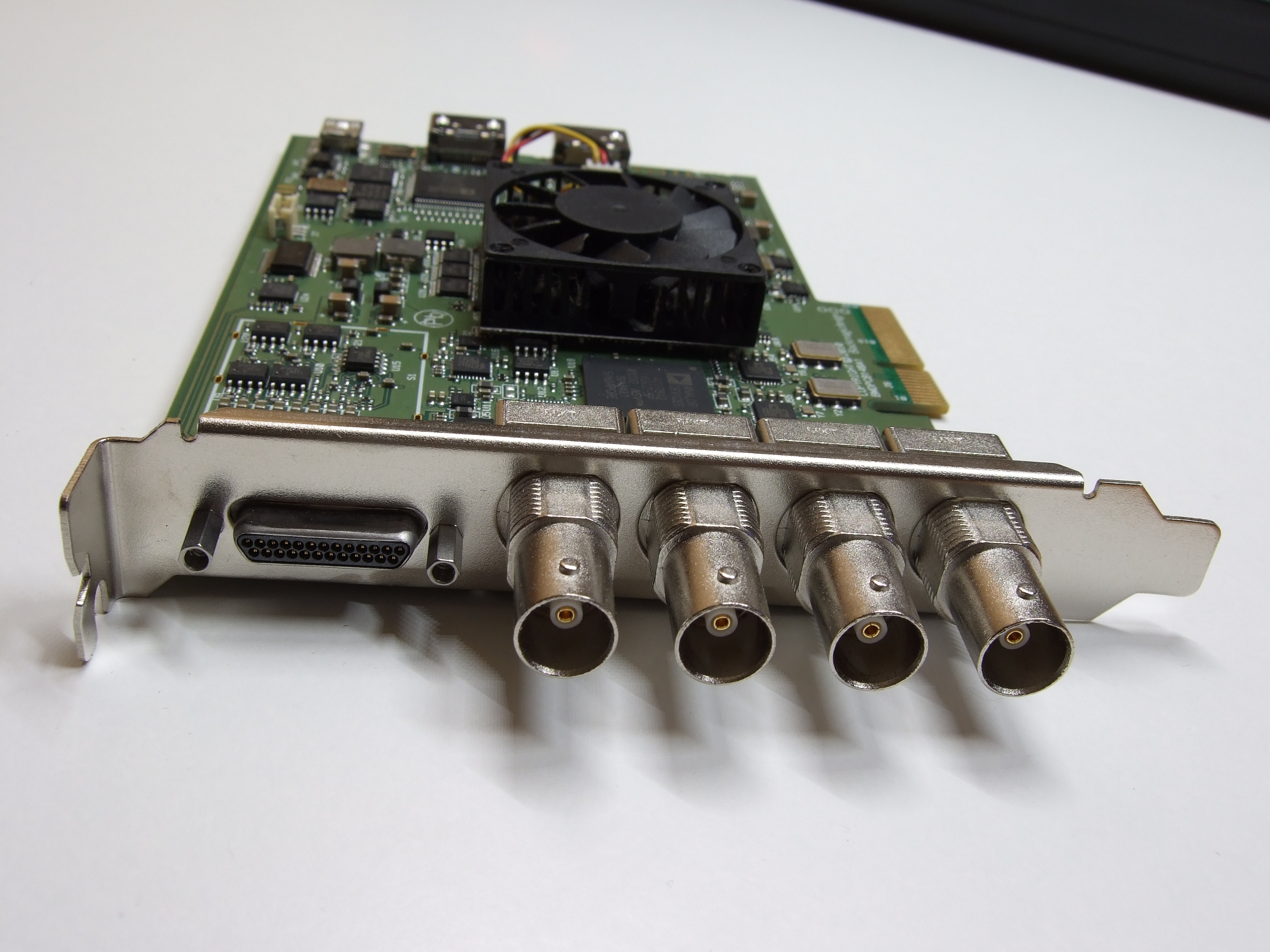
PCIe Dual-SDI-Framegrabber Blackmagic Design (DeckLink HD Extreme 3D)
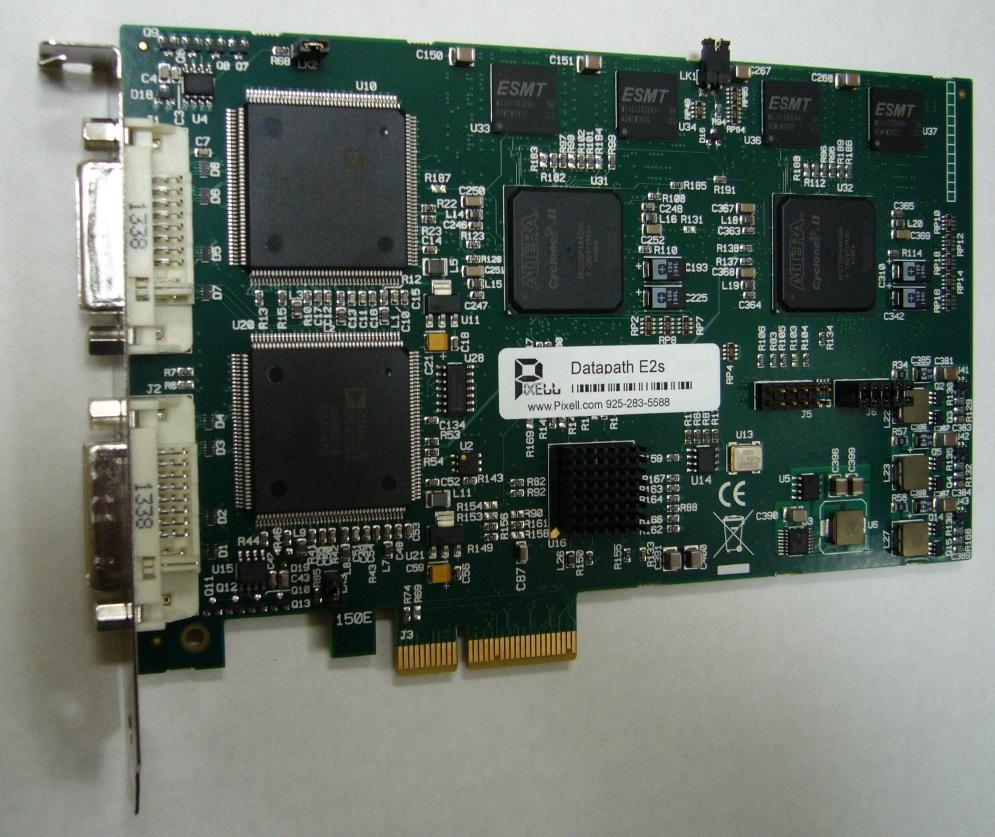
PCIe Dual-HDMI-Framegrabber (Datapath VisionRGB-E2s)
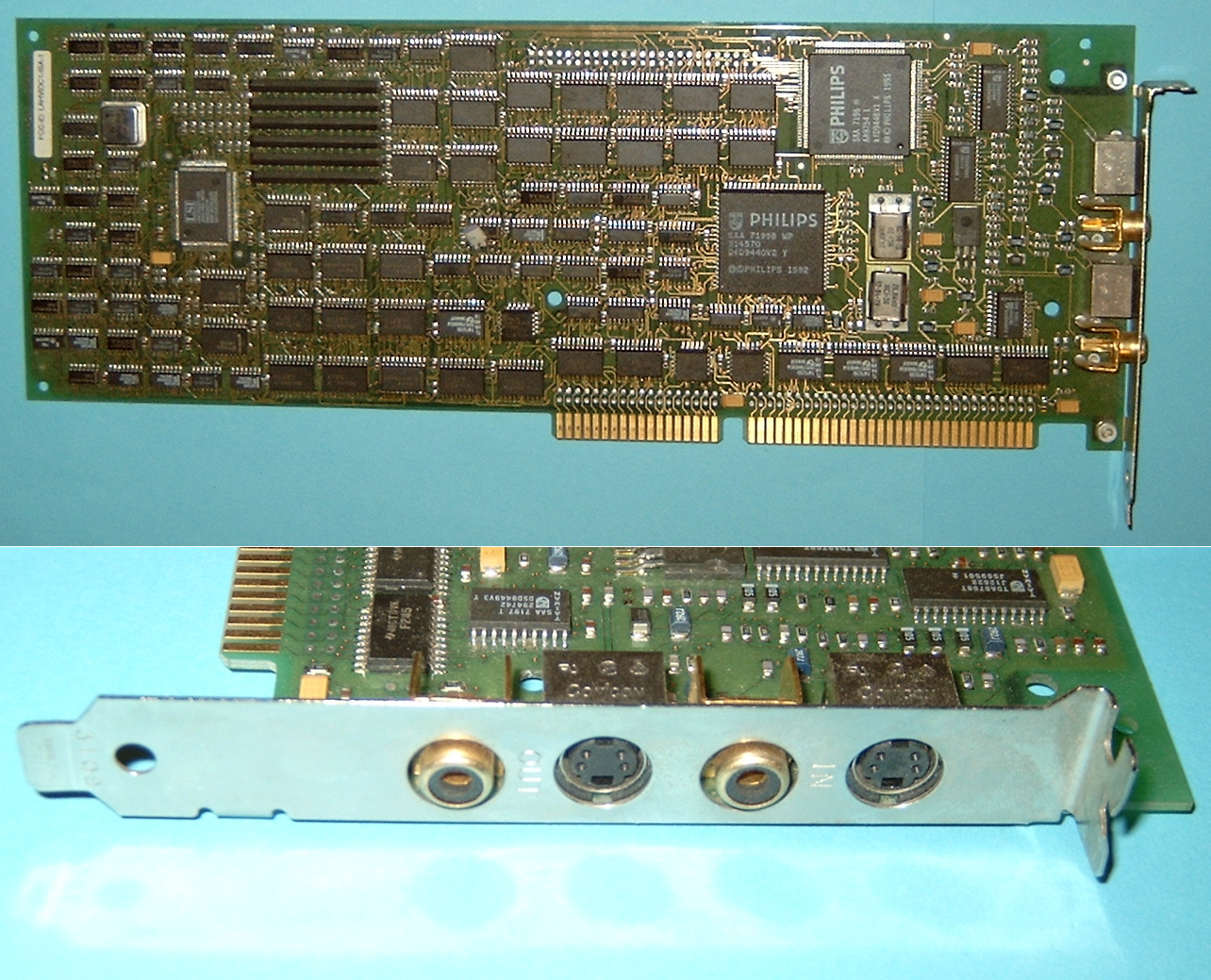
ISA-Framegrabber für FBAS und S-Video
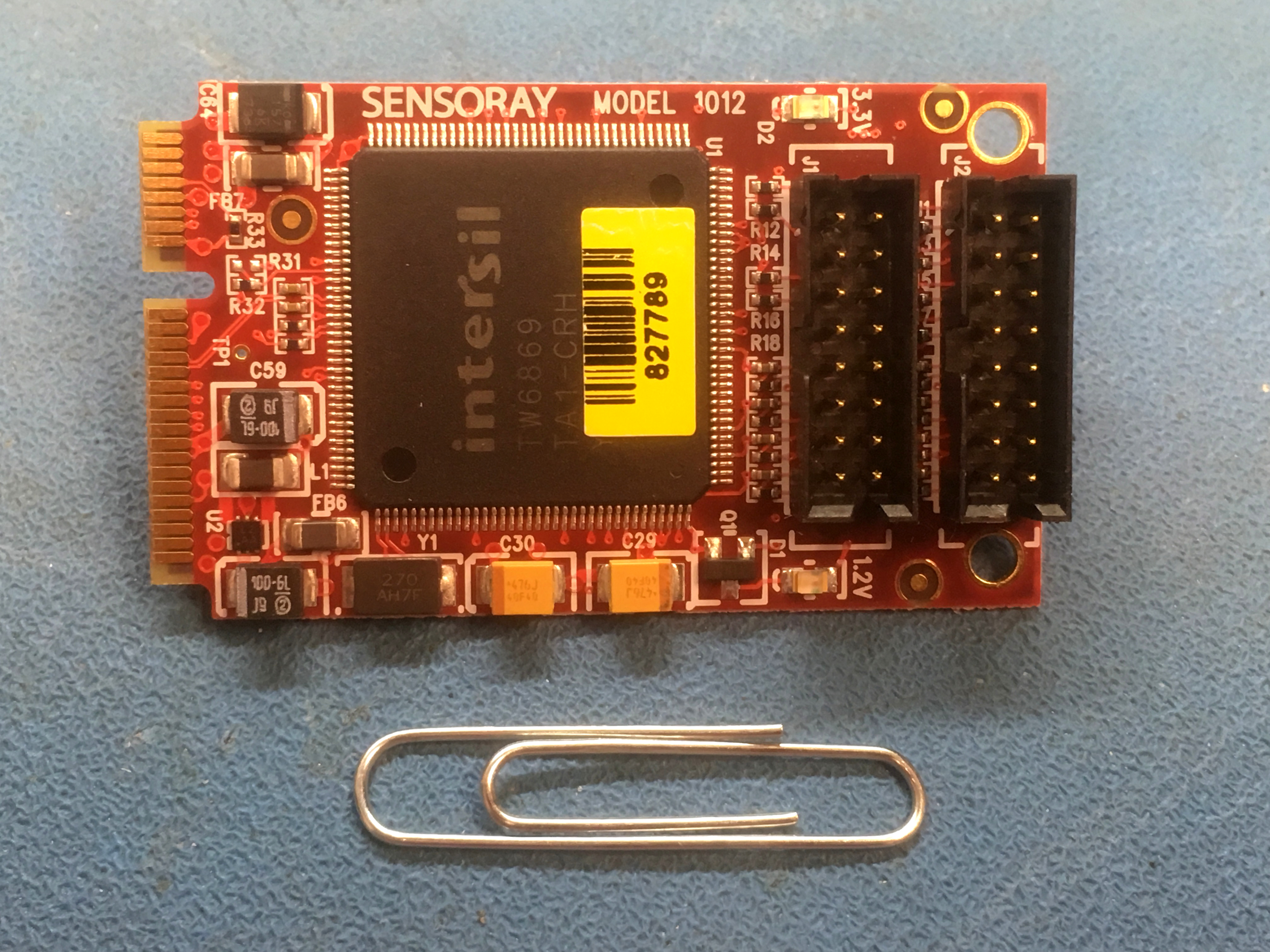
Mini-PCIe-Framegrabber für 8 FBAS und 8 Audiosignale (Sensoray 1012)
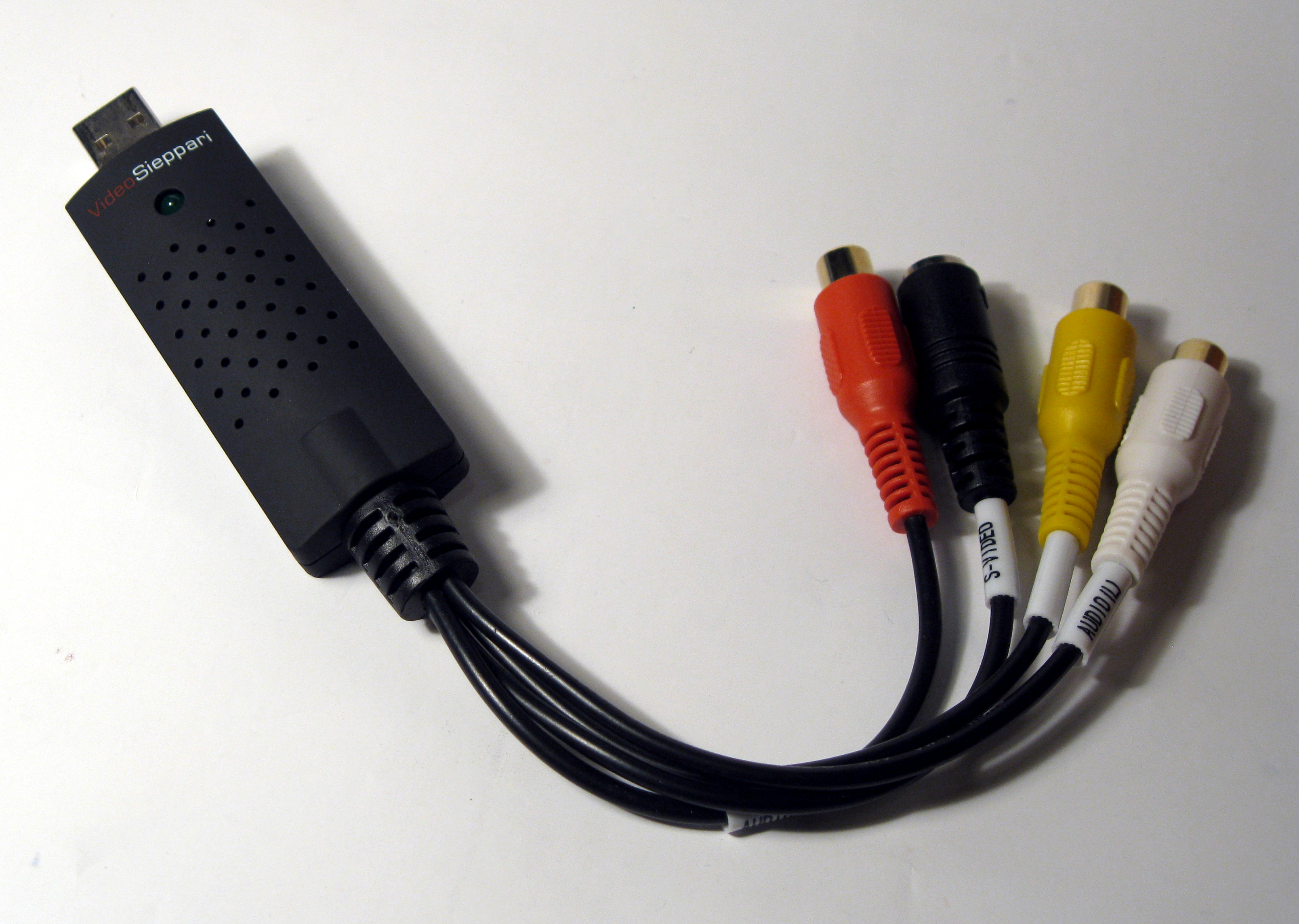
„low-cost“-USB-Framegrabber für Video- und Audiosignale (Reddo Videosieppari)
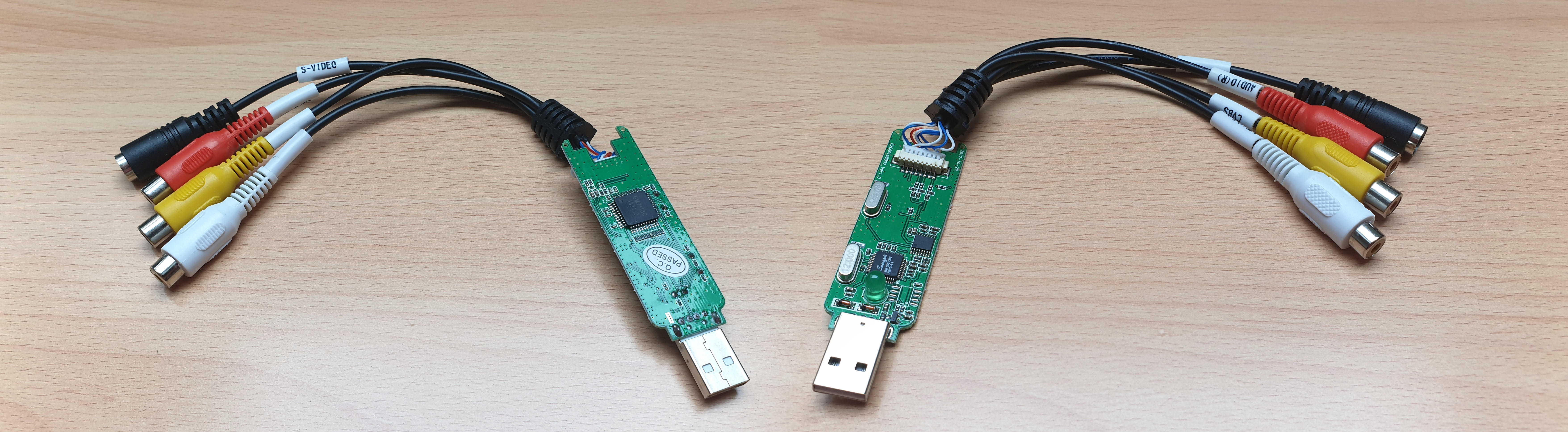
Beide Seiten der Platine eines USB-Videograbbers